# 羅山 (杜費克海岸)
85°8′S 169°36′W / 85.133°S 169.600°W
羅山（Mount Roe），是南極洲的山峰，位於杜費克海岸，處於韋爾斯山東北面1.9公里的利夫冰川西岸，屬於奧拉夫王子山脈的一部分，現時由南極條約體系管理。